# 米内光政
米内 光政（よない みつまさ、旧字体：米內 光政、1880年〈明治13年〉3月2日 - 1948年〈昭和23年〉4月20日）は、日本の海軍軍人、政治家。海兵29期・海大12期。最終階級は海軍大将。位階は従二位。勲等は勲一等。功級は功一級。
連合艦隊司令長官（第23代）、海軍大臣（第19・24代）、内閣総理大臣（第37代）を歴任した。

## 生涯

### 出生から海軍兵学校時代
1880年（明治13年）、岩手県南岩手郡三割村（現：盛岡市）に旧盛岡藩士・米内受政の長男として誕生する。
1886年（明治19年）、鍛冶町尋常小学校に入学。1890年（明治23年）、盛岡高等小学校に入学。1894年（明治27年）、岩手県尋常中学校に入学。1898年（明治31年）、海軍兵学校29期に入校。同期生には高橋三吉、藤田尚徳、佐久間勉、八角三郎（中学も同期）らがいる。兵学校では「グズ政」というあだ名がついた。
当時の米内のノートは記述の質・量が膨大であり、ひとつの問題に対して自分が納得が行くまであらゆる角度からアプローチをかけ問題を解決している。これは詰め込み式教育が当然だった海軍教育においては珍しい勉強法であった。米内の勉強法を知っていた当時の教官は「彼は上手くいけば化ける。いや、それ以上の逸材になるかも知れない」と目を掛け、多少の成績の不振でも米内をかばい続け、何とか米内を海軍兵学校から卒業させた。後に同期の藤田尚徳は人事局長時代、当時の呉鎮守府司令長官・谷口尚真から「君のクラスでは誰が一番有望かね?」という質問に即座に「それは米内です」と答えたという。谷口はそれに「そうか。僕も同意見だ。ただ米内君は面倒くさがり屋で、その面倒くさがりの度が少し過ぎてやせんかと思うがね」と答えたという。

### 海軍士官として
1901年（明治34年）に海軍兵学校29期を125人中68番の成績で卒業。海軍少尉候補生、練習艦「金剛」乗り組み。1903年（明治36年）、任海軍少尉。
1905年（明治38年）、日露戦争に従軍。第三艦隊第十六水雷艇隊所属。第一艦隊第二駆逐隊所属の駆逐艦「電」乗組み。海軍中尉。日本海海戦に参戦。1906年（明治39年）、功五級金鵄勲章。大隈コマと結婚。任海軍大尉。1912年（大正元年）、任海軍少佐。海軍大学校甲種学生12期。1914年（大正3年）海軍大学校卒業。旅順要港部参謀。
1915年（大正4年）2月、ロシア帝国サンクトペテルブルク大使館付駐在武官補佐官。ロシア駐在時代の駐在員監督官が海軍省に送った報告書によると、米内は「語学の上達が非常に早く、ロシア人教師も驚く程である。異国の風土にも違和感なく溶け込み、（米内のロシア駐在という）人選は適格である」と絶賛している。ある同期は「ロシア語で電話が出来る海軍省内唯一の人」と回想し、佐世保鎮守府参謀時代は『ラスプーチン秘録』というロシア語で記述されたルポを翻訳したりしている。
1916年（大正5年）、任海軍中佐。1917年（大正6年）4月、ロシア駐在を免ぜられる。1918年（大正7年）8月、ウラジオストック駐在。ロシア革命の混乱、国際情勢を分析し、論文を作成している。1919年（大正8年）9月、ウラジオストック駐在を免ぜられ、海軍大学校教官。12月、軍令部参謀。1920年（大正9年）6月よりベルリン駐在。12月、任海軍大佐。1921年（大正10年）、ポーランド駐在員監督。1922年（大正11年）、装甲巡洋艦「春日」艦長。1923年（大正12年）、練習艦「磐手」艦長。米内はニュージーランドの小学校を訪問するが、もともと口数が少ない方で挨拶をした際は、「I am very glad to see you, thank you.」としか話さなかった。
1924年（大正13年）戦艦「扶桑」「陸奥」艦長。1925年（大正14年）、任海軍少将、第二艦隊参謀長。当時の司令長官は谷口尚真であるが、谷口があまりにも謹厳であり部下にもこれを要求したため米内が「河の水魚棲むほどの清さかな」という句を贈っている。谷口は「ありがとう。」とこれを受け取ったという。1926年（大正15年）、軍令部第三班長。1927年（昭和2年）、第四水雷戦隊司令官。特別大演習に参加。1928年（昭和3年）、第一遣外艦隊司令官。

#### 予備役編入の危機
1930年（昭和5年）、任 海軍中将、鎮海要港部司令官。この役職は「首5分前」と言われた閑職であり、鎮海要港部司令官を最後に予備役に編入された例が多かった。米内は読書三昧の日々を過ごしたという。
鎮海要港部司令官に在任中の米内は現役を離れることを覚悟しており、実際に海軍は米内を予備役編入する予定であった。しかし、海軍政務次官を務めていた政治家の牧山耕蔵（米内と面識があった）がそのことを知り、米内を現役に残すように東郷平八郎に掛け合ったことで、米内は予備役編入を免れた。
1932年（昭和7年）、第三艦隊司令長官に親補される。米内はインフルエンザをこじらせて胸膜炎になり療養を必要としたが拒絶した。米内の兵29期同期生で、海軍次官（人事権者である海軍大臣を補佐する）を務めていた藤田尚徳は、同じく兵29期同期生である軍令部次長・高橋三吉と相談し、「米内君の気持ちはよくわかる。しかし第三艦隊司令長官は米内君でなくとも勤まる。だが帝国海軍の将来を考える時必ずこの人に大任を託す時期が来ると思う。今米内君を再起不能の状態に陥れてはならぬ。たとえ今はその気持ちを蹂躙しても、また後で怒られても良い」と結論に達し海軍次官と軍令部次長の権限で米内を療養させた。早期治療の効果か1か月後には米内は職務に復帰することができた。のちに藤田と高橋は、米内を現役大将として残すため、自ら予備役編入を願い出ている。
幕僚の保科善四郎によれば、砲艦二見が揚子江を航行中に暗岩に乗り上げてしまい、司令長官である米内が責任を取り進退伺の電報を打つよう保科に命じた。米内を辞めさせてはならないと考えた保科は、電報を打ったフリをして独断で握り潰した。この措置がなければ後に日本は本土決戦に突入することになった、と保科は語っている。

#### 連合艦隊司令長官へ

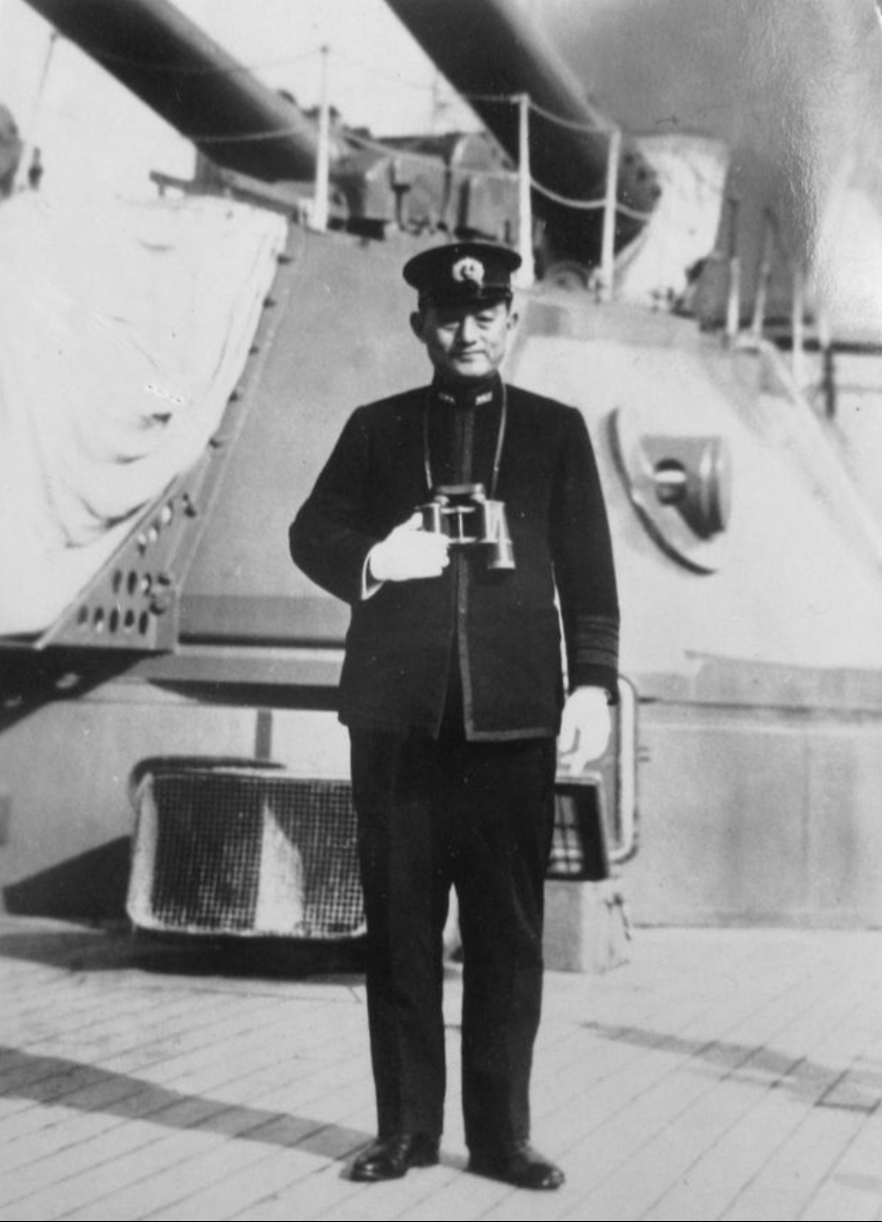
1936年ごろ、連合艦隊司令長官当時

1933年（昭和8年）、佐世保鎮守府司令長官に親補される。友鶴事件が発生し、査問委員会の一人として佐世保に米内を訪ねた森田貫一機関中将に対し、米内は徹底した調査を求めた。調査の結果、設計上の問題が判明し、強度不足の艦艇は改造されることになった。こうした結果を出せたのは、米内が保身に走らなかったからだと森田は評している。1934年（昭和9年）、第二艦隊司令長官に親補される。
1935年（昭和10年）、横須賀鎮守府司令長官に親補される。1936年（昭和11年）2月26日、二・二六事件発生の際、米内は柳橋の待合茶屋に宿泊しており、事件のことは何も知らず、朝の始発電車で横須賀に帰った。鎮守府に着いた米内は参謀長の井上成美とともにクーデター部隊を「反乱軍」と断定、制圧に動いた。
12月1日、連合艦隊司令長官に親補される。

#### 第19代海軍大臣

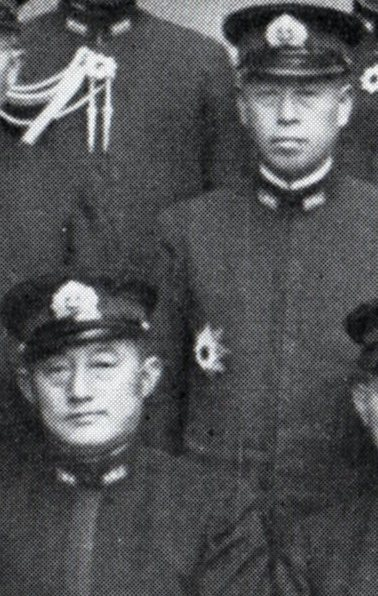
米内と山本五十六

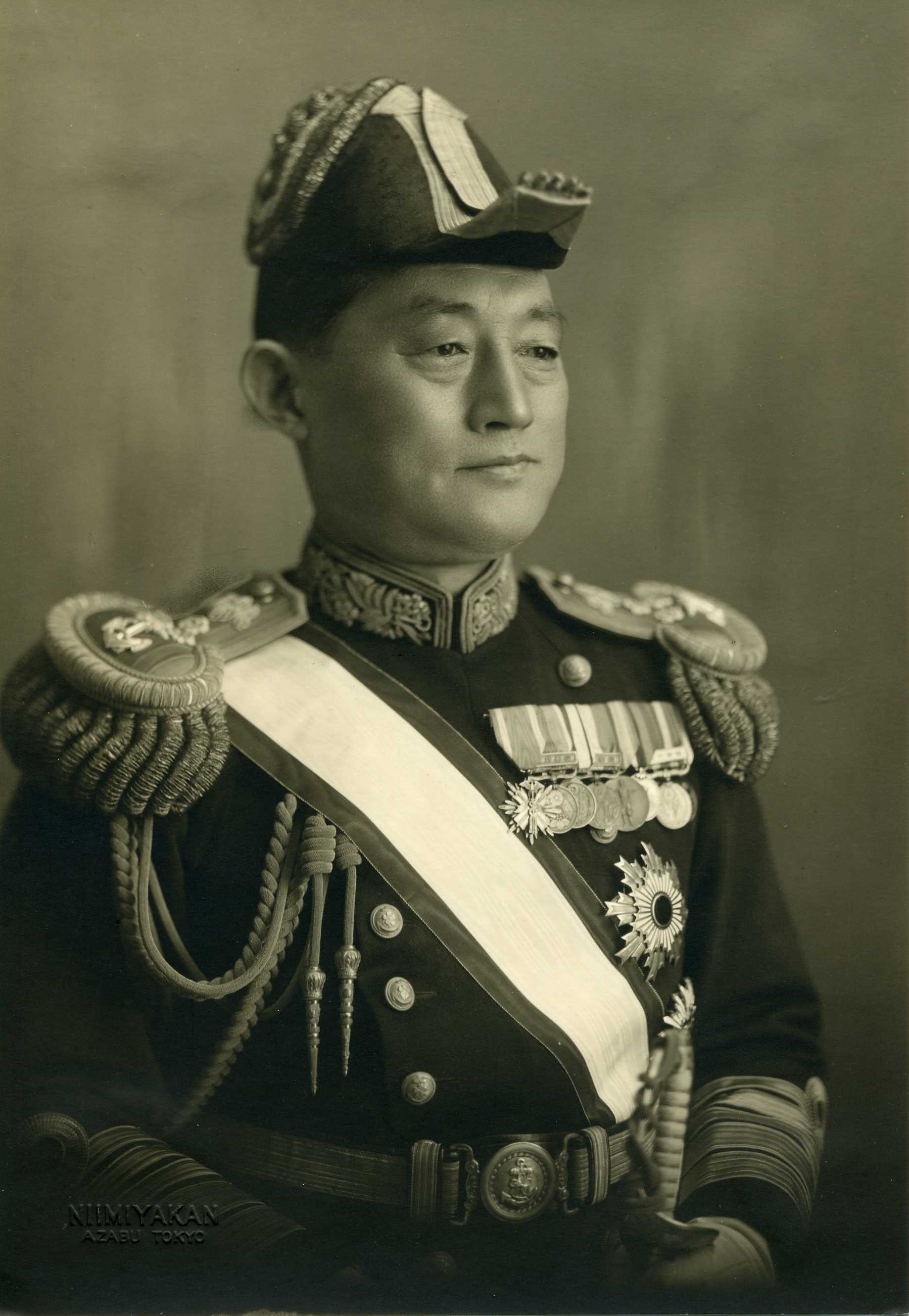
米内提督（1937年頃 ）

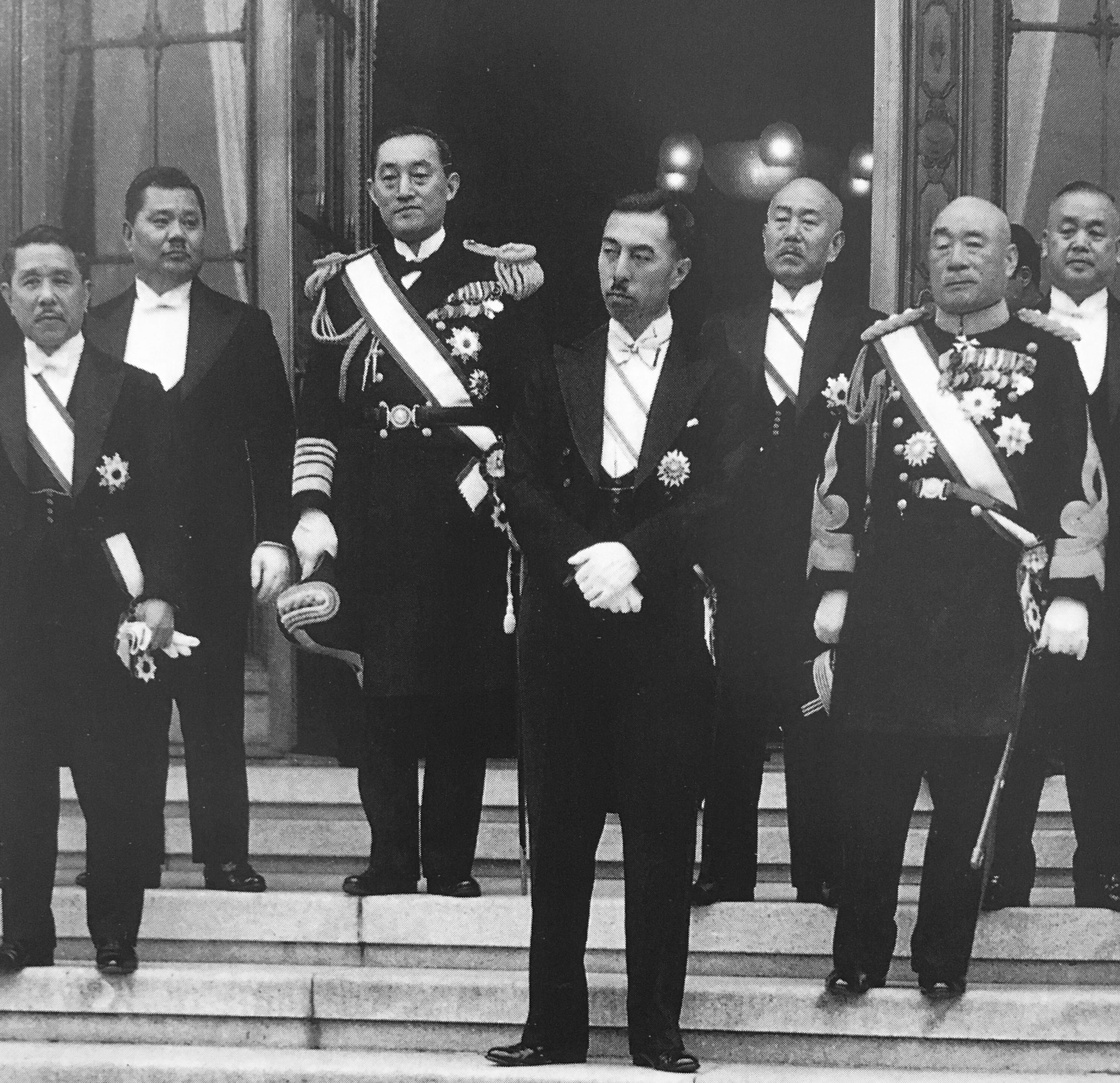
1937年6月4日、第1次近衛内閣の内閣総理大臣近衛文麿（前列中央）と

1937年（昭和12年）2月2日、林内閣の海軍大臣に就任。米内は軍政が嫌いで連合艦隊司令長官を就任僅か2か月で退任させられ海相に任ぜられることを非常に渋り、周囲には「一属吏になるなんて、全くありがたくない話だ」とぼやいていたという。当初、林銑十郎は海相に末次信正を望み、両人間で了解済みであった。しかし海軍次官・山本五十六は前海相・永野修身に米内を強く推し、軍令部総長・伏見宮博恭王の同意を得て決定した。米内は山本を次官に留任させている。軍務局第一課長だった保科善四郎によれば、「広田内閣崩壊後、後任の海軍大臣を誰にするかについて話し合われた時、保科が真っ先に米内を挙げ、次官の山本五十六の同意を得て留任希望の永野修身を説得して米内の大臣就任の了承を取った」という。永野からの招電は、米内が横須賀を出港するわずか1時間前であった。
4月、海軍大将に親任される。海相の初期には、見かけだけ立派な大臣、という皮肉をこめ「金魚大臣」と渾名がついた。
大臣秘書官だった実松譲中佐は、米内のあまりの博識に驚き、どこでそんな知識を身につけたのか質問したところ、「鎮海に二年、佐世保に一年、横須賀に一年というように、官舎でやもめ暮らしをしている間に読書の癖がついた。特に鎮海の閑職時代には書物を読むのが何より楽しみであった。そして、いま海軍大臣という大事な仕事をするのに、それが非常に役に立っているように思われる。人間と言うものは、いついかなる場合でも、自分の巡り合った境遇を、もっとも意義あらしめることが大切だ」と答え、「練習艦の米内艦長から教えられているような少尉候補生時代の気分に戻った」と回顧している。
海軍大臣を務めていたころ、年末になると海軍からはボーナスが、内閣からは手当が支給されていたが、米内は「国家から二重に手当を受ける理由はない。海軍の分は頂戴しておくが、内閣の分は適当に処理しておいてくれ」と言って、内閣からの手当を秘書官の実松譲に手渡していた。実松は考えた末、大臣スタッフ一同で分配することにして、その内の一部を米内の所に持っていき、「これは大臣の分です」と言うと、米内は笑顔で受け取ったという。
休日返上で勤務している「海軍さん」を芸者衆が慰問に訪れ、米内の秘書官が同じく休日勤務をしていた軍務局長の井上成美、軍令部次長の古賀峯一などを呼び空室だった海軍省の次官室（当時の次官は山本五十六）を使って芸者手製の弁当を食していたことが露見して米内と山本が激怒、秘書官を全て解任にしようとした。芸者衆が懇願して山本は「酒は飲んでいないので罪一等を減じる。1年間の進級停止」と妥協したものの、今度は米内の態度が硬化し「ダメ、全員クビだ」の一点張り。困った芸者衆が海軍の長老に直訴しようとしたところ、慌てた米内と山本がこれは悪戯ということを明かし、その日は芸者衆に追いかけまわされたという。もっとも、その悪戯のいちばんの「被害者」である秘書官の実松穣は「悪戯にも程があるのではないか」と複雑な気持ちを自伝で述べている。また実松の自伝によるとこれは山本の発案で、米内は「やりすぎではないか」と「消極的だった」と記しており、阿川弘之が書いた、米内・山本の「共謀」とは少し展開が違っている。
中国・華南でハンセン氏病に罹患した兵が、戦闘ではなく病気で軍を離れたことに対する苦悩を手記にして人事局長だった清水光美に送った。人事局長を経てその手記を見た米内は、「これを送って慰めてやってくれ」と漢詩を書いた書と絵画を送ったという。
下士官・兵の家族の福利厚生、特に病気になった時の対策が資金面の都合で滞っておりこれは歴代海相の共通の悩みだった。米内は大蔵大臣・結城豊太郎に相談してすぐに許諾をもらい、要港の大規模病院の建設は支出を大蔵省に渋られたため、民間からの寄付で補おうと海相官邸に財界の有力者を呼び集め寄付を呼びかけたところ、予定額をはるかに超える寄付金が集まった。これにより歴代海軍大臣の懸案であった医療問題が解決した。
1937年（昭和12年）6月4日、第1次近衛内閣でも海相に留任した。
8月9日に第二次上海事変が発生すると、8月13日の閣議で断固膺懲を唱え、陸軍派兵を主張した。8月14日には、不拡大主義は消滅し、北支事変は支那事変になったとして、全面戦争論を展開、台湾から杭州に向けて、さらに8月15日には長崎から南京に向けて海軍航空隊による渡洋爆撃を敢行した。さらに同日から8月30日まで、上海・揚州・蘇州・句容・浦口・南昌・九江を連日爆撃し、これにより支那事変の戦火が各地に拡大した。1938年（昭和13年）1月11日の御前会議では、トラウトマン工作の交渉打切りを強く主張、「蔣介石を対手とせず」の第一次近衛声明につながった。1月15日の大本営政府連絡会議において、蔣介石政権との和平交渉、トラウトマン工作の継続を強く主張する陸軍参謀次長・多田駿に反対して、米内は交渉打切りを主張し、近衛総理をして「爾後国民政府を対手とせず」という発言にいたらしめた。これは中国における最も有力な交渉相手を捨て去って泥沼の長期戦に道を拓いた上、支那大陸の権益獲得拡大を目論んだアメリカ政府の対日感情を著しく悪化させた。
11月25日の五相会議で、米内は海南島攻略を提案し合意事項とした。当時の海軍中央部では「海南島作戦が将来の対英米戦に備えるものである」という認識は常識であり、米内は「対英米戦と海南島作戦の関係性」は承知であった。この件に関して、「第二次上海事変で、出兵に反対する賀屋興宣を閣議で怒鳴りつけて、無理矢理、兵を出して、シナ事変を泥沼化させた」「海南島に出兵を強行して日米関係を決定的に悪化させた」という批判もある。この言動は、海軍の論理を政治の世界で優先させるということが米内の一貫した思想にすぎなかったということを示しており、当時、上海や海南島には多数の海軍部隊が孤立しており、それを救出するために米内は派兵を主張したが、その派兵が事変全体の長期化を招く危険には米内は考慮をはらっていなかった。

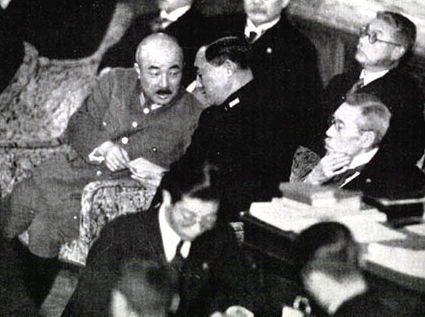
1939年（昭和14年）1月、衆議院予算総会の大臣席で板垣征四郎陸相（左）と言葉を交わす米内海相。米内の右には平沼騏一郎首相も見える。

1939年（昭和14年）1月5日、平沼内閣でも海相に留任した。
海軍次官山本五十六、軍務局長井上とともに、ナチス・ドイツ及びイタリア王国との日独伊三国軍事同盟に反対する。日独防共協定締結に際しては、「なぜソ連と手を握らないか」と慨嘆した親ソ派であった。
8月、五相会議の席上で、「同盟を締結した場合に日独伊と英仏米ソ間で戦争となった場合、海軍として見通しはどうか」と大蔵大臣・石渡荘太郎から問われた時に米内は「勝てる見込みはありません。日本の海軍は米英を相手に戦争ができるように建造されておりません。独伊の海軍にいたっては問題になりません」と言下に答えた。8月30日　昭和天皇は、米内に「海軍が（命がけで三国同盟を阻止したことに対し）良くやってくれたので、日本の国は救われた」という言葉をかけたという。
米内の日独伊三国同盟反対論について、「海軍力が日独伊では米英に及ばないという海軍の論理から反対しただけであって、大局的な意味での反対論ではなかった」「魅力に富んだ知的人物だが、政治面において定見のある人物とはいえなかった」という否定的な意見もある。
同年に豊後水道で潜水艦が沈没し呉鎮守府が引き揚げ作業に当たったが、沈没場所が水深数百メートルである上に、潮の流れが速いため作業は難航、外部からも経費の無駄遣いと批判を浴びて現場も「こっちも好きでやっているのではない。非難があるならやめてしまえ」と意欲が低下していた。それを察した鎮守府参謀長が海軍省に報告に行ったところ、当時海軍次官であった山本五十六は「経費はいくらかかってもいいからしっかりやれ。しかし無理して人を殺さぬように」と激励した。米内も「次官から聞いた。御苦労」とただそれだけ述べた。参謀長は現場に戻り、伝えたところ非常にモチベーションが上がり作業も無事終了した。参謀長は戦後に「あの短い大臣の言葉と次官の人を殺すなという一言は、千万言にも勝る温かい激励でした」と回想している。
平沼内閣の総辞職により海相を辞任して軍事参議官となる。

### 内閣総理大臣

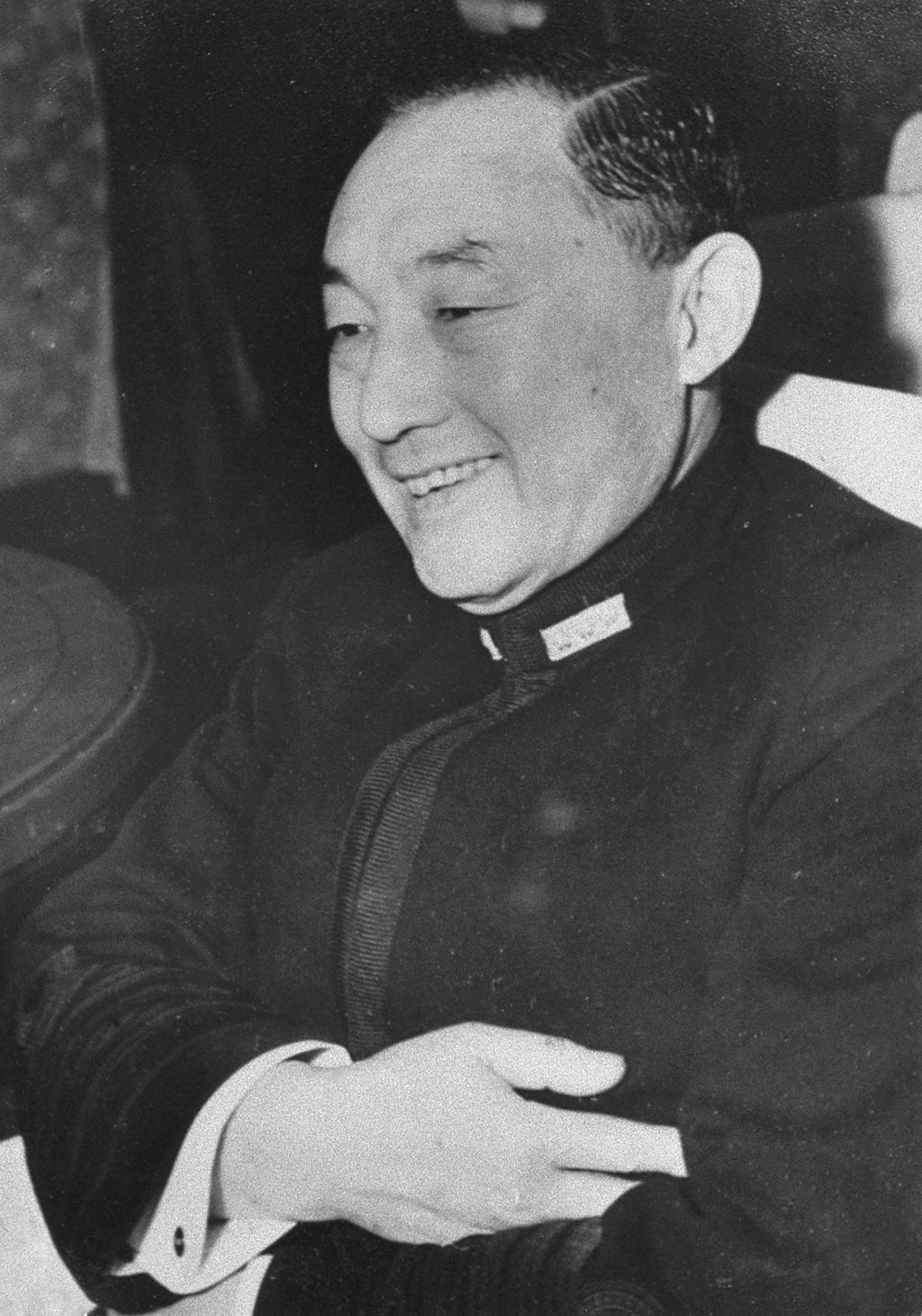
親任式を終えてほっと一息の米内（1940年1月16日）

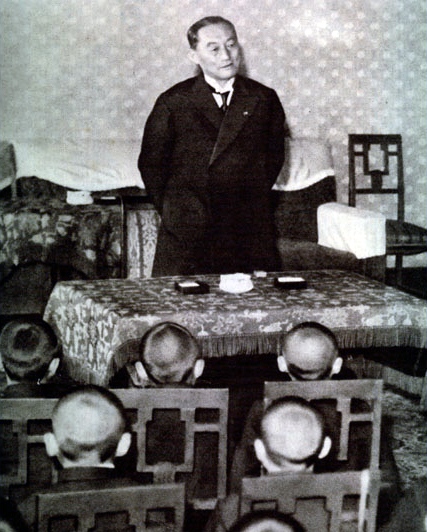
郷里岩手県において戦地で父を失った子供たちを招いて励ます米内（総理大臣官邸にて、1940年3月29日）

1940年（昭和15年）1月16日、阿部信行予備役陸軍大将の後任として第37代内閣総理大臣に就任する。
内大臣の湯浅倉平は米内首相就任の実現に大いに働いている。
なお大命が降下した時、米内は海相を退任して閑職の軍事参議官の任に就いてはいたものの、まだ現役の大日本帝国海軍大将であったが、首相就任と同時に自ら予備役となる。
1922年（大正11年）に海軍大臣を兼任したまま首相に就任した加藤友三郎を最後に現役の陸海軍将官に組閣の大命が下る例は絶え、その後に首相となった田中義一、斎藤実、岡田啓介、林銑十郎、阿部信行は、いずれも予備役か退役の陸海軍大将であった。加藤以前の軍人首相は山縣有朋ほかいずれも現役のまま首相を務めており、大命降下のあった現役将官があえて予備役になってから首相となることは先例がなく、また後例もない人事だった（米内以後に首相になった軍人4人のうち、東條英機、東久邇宮稔彦王は現役で大命降下し首相就任後も現役にとどまった。残りの小磯国昭、鈴木貫太郎は大命降下時予備役であった）。
海相吉田善吾らは米内に現役に留まるよう説得したが、米内は「総理が現役将官であることは統帥権を干犯することに繋がりかねない」と言ってこれを受け入れなかった。米内が予備役となったことは、軍令部総長伏見宮博恭王の後任に米内を擬していた海軍人事局をも困惑させる事態であった。
就任直後の1月21日、千葉県房総半島沖合いの公海上でイギリス海軍巡洋艦が貨客船「浅間丸」を臨検、乗客のドイツ人男性21名を戦時捕虜として連行する浅間丸事件が発生した。世論がイギリスを非難する中、米内はドイツ人船客の解放を巡ってイギリスと難しい交渉を行うことになった。
一方、5月にナチス・ドイツのフランス侵攻が始まり、ドイツが破竹の進撃を続けて翌6月にはフランスを降伏に追い込むと、独伊への接近を企図する陸軍は日独伊三国軍事同盟の締結を目指し、外交一新を掲げ、倒閣の意図をいよいよ明確に表し始める。米内内閣は、三国軍事同盟を締結すれば対英米開戦が必至になるとして反対していた。陸軍は米内と対立、陸軍大臣畑俊六を辞任させ、同年7月22日に米内内閣を総辞職に追い込んだ。後継政権には、首相経験のあった公爵近衛文麿が再就任し、第2次近衛内閣が成立した。当時は軍部大臣現役武官制があり、陸軍または海軍が大臣を引き上げると内閣が倒れた。米内は畑の疲労し切った表情をみて「畑が自殺でもするのではないか。」と心配したという。昭和天皇も「米内内閣だけは続けさせたかった。あの内閣がもう少し続けば戦争になることはなかったかもしれない」と、石渡荘太郎に語っている。

### 首相辞任後、海相再就任まで
総理大臣を辞任した直後に、栃木県日光市を訪れた際には「見るもよし 聞くもまたよし 世の中は　いはぬが花と 猿はいうなり」という短歌と、「ねたふりを しても動くや 猫の耳」という句（川柳）を詠んでいる。

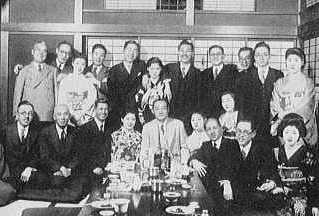
1940年10月、「一六会」の親睦会で

米内が内閣総理大臣を辞した後、陸軍を除く秘書官達で米内の親睦会が設立された。陸軍の秘書官も「あなたたちは（米内内閣の瓦解とは）関係ないのだから」と誘われたのだが、「我々は米内さんに迷惑をかけた存在なので参加する資格などありません」と丁重に断りを入れている。米内内閣が発足した日も辞表を奉呈した日も16日だったことから「一六会（いちろくかい）」と名付けられ、戦後も長く行われ平成期になっても存続した。会員には宇佐美毅、福地誠夫、入江籌直などがいる。昭和天皇は「一六会」の存在は知っており、「一六会」の日になると「今日は『一六会』の日だね」と言ったという。
総理大臣を辞任後、病院通いに東京市電を利用していたが、米内だということがすぐわかり、至る所で国民にサインを求められたり話しかけられたりした。日本では総理経験者となると自家用車やハイヤーなどを使って通院するのが一般的であるため、公共交通機関を利用して通院した戦前の総理は米内くらいだったという。海軍から公用車が派遣されたが、「予備役なので」と断っている。逆に陸軍は次官の子弟の通学の送り迎えにも公用車を使用して、国民の顰蹙を買っていたりしていた。
9月15日、日独伊三国同盟に対する海軍首脳の会議があり、軍令部総長伏見宮博恭王が「ここまできたら仕方ない」と発言し、海軍は同盟に賛成することを決定した。翌日、会議に出席していた連合艦隊司令長官山本五十六は、海相及川古志郎に、米内を現役復帰させ連合艦隊司令長官に就任させることを求めている。この日は昭和天皇が伏見宮の更迭を口にした日でもあったが、及川は米内の復帰と伏見宮更迭を拒んでいる。10月末または11月初頭、山本は及川に米内を軍令部総長として復帰させるよう提案した。この時も及川は採り上げなかったが、山本は11月末に再び米内の連合艦隊司令長官起用を及川に進言している。この時、伏見宮は米内を軍令部総長とすることに同意した。しかしのちに伏見宮が辞任した際、後任として伏見宮が指名したのは永野修身であった。及川は米内の中学の後輩で米内を尊敬しており、第3次近衛内閣成立の際に米内の海相としての復帰を図ったことがある。こうした米内の現役復帰をめぐる動きはいずれも実現せずに、1941年（昭和16年）12月8日、真珠湾攻撃により太平洋戦争（大東亜戦争）を迎えた。
1943年（昭和18年）、海軍甲事件で戦死した盟友山本五十六の国葬委員長を務める。だが軍人が神格化されることを毛嫌いしていた山本をよく知る米内は、後に山本神社建立の話などが出るたびに、井上成美とともに「山本が迷惑する」と言ってこれに強く反対したため、神社は建立されなかった。米内は『朝日新聞』に追悼文を寄稿、その中で「不思議だと思ふのは四月に實にはつきりした夢を見た、何をいつたか忘れたが、今でも顔がはつきりする夢を見た、をかしいなと思つてゐたが、まさかかうなるとは思はなかつた」とその夜のことを振り返っている。

### 第24代海軍大臣

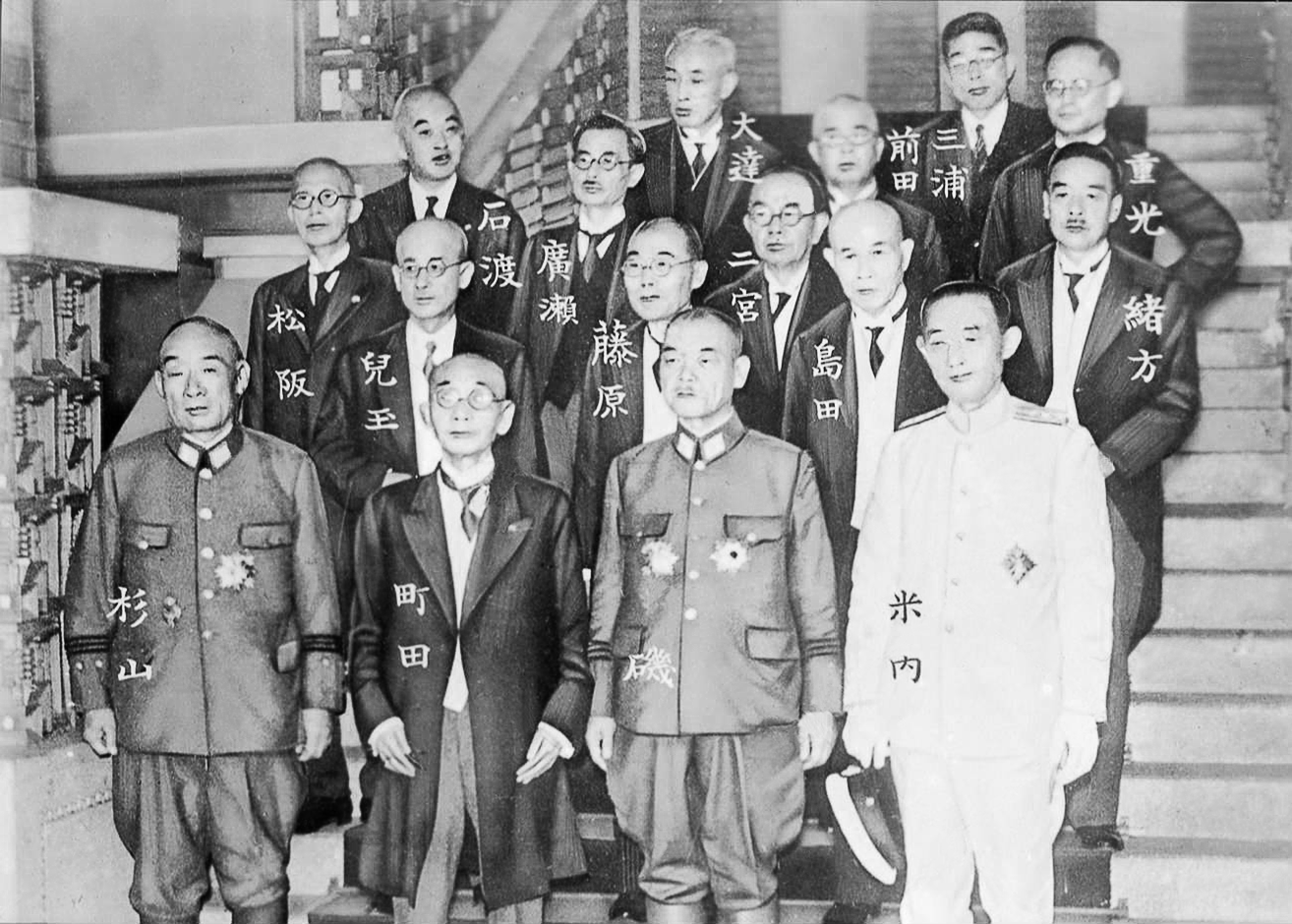
1944年7月22日、小磯内閣の閣僚らと（前列最右に米内）

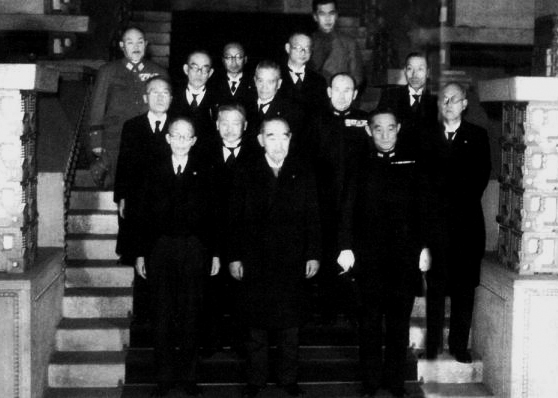
1945年4月7日、鈴木貫太郎内閣の閣僚らと（前列右に米内）

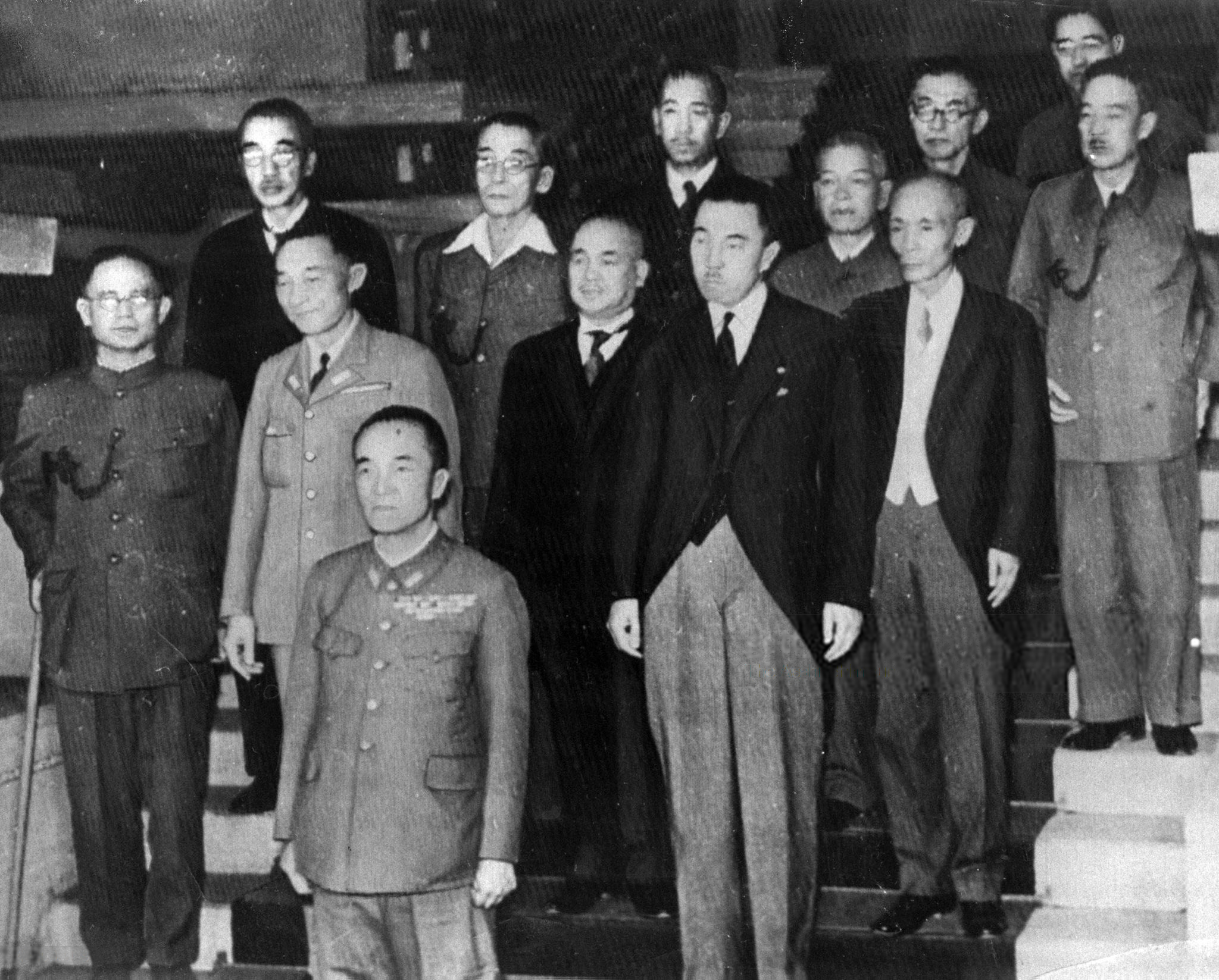
1945年8月17日、東久邇宮内閣の閣僚らと（2列目左から2人目に米内）

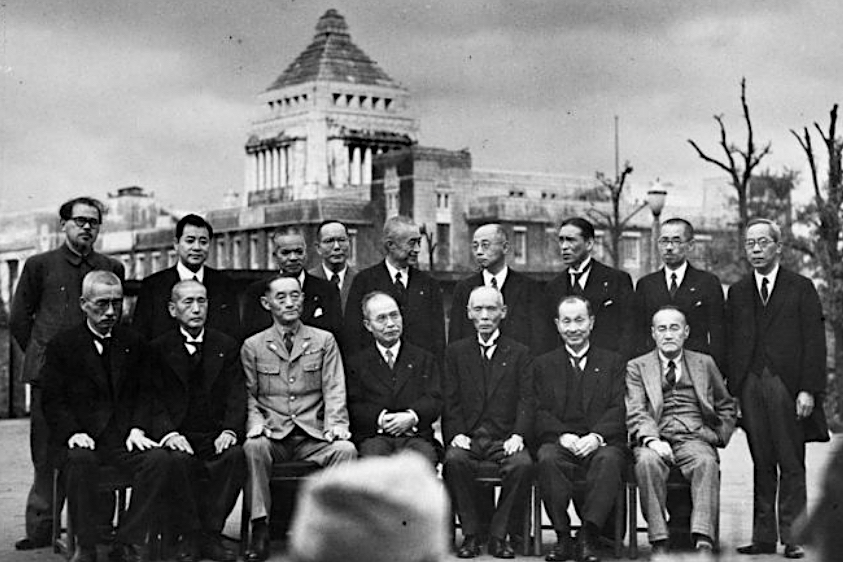
1945年10月9日、幣原内閣の閣僚らと（前列左から3人目に米内）

1944年（昭和19年）、東條内閣が倒れると、予備役から現役に復帰して小磯内閣で再び海軍大臣となる。
軍部大臣現役武官制により、予備役海軍大将の米内が海軍大臣となるには「召集」ではなく「現役復帰」の必要があった。予備役編入された陸海軍将校・士官が現役復帰するには、「天皇の特旨」が必要とされ、極めて稀なことだった。米内は、陸軍出身の小磯國昭と二名で組閣の大命を受けた（小磯が上席で、内閣総理大臣となった）異例の組閣経緯から「副総理格」とされ、「小磯・米内連立内閣」とも呼ばれた。米内は、海軍次官の岡敬純を「一夜にして放逐する」と更迭、横須賀鎮守府でコンビを組んだ井上成美（当時海軍兵学校校長）を「首に縄をかけて引きずってでも中央に戻す」と直接説得、「次官なんて柄ではない」「江田島の村長（= 海軍兵学校校長）で軍人生活を終わらせたい」と言い張る井上を中央に呼び寄せた。なお、米内の同期生で親友であった荒城二郎の姉妹は井上の兄・井上達三に嫁いでおり、米内、井上には私的にもつながりがあった。
米内の現役復帰を画策した岡田啓介は、「米内を円満に海軍へ復帰させるには、海軍内の米内の系統と共に末次の系統の顔も立てておく必要がある」との声を受けたため、岡田は藤山愛一郎の邸宅にて二人を引き合わせ、関係の修復に努め、共に個人の感情より国のために力を尽くすことを誓わせた。末次信正と米内の関係は、過去に宴席で五・一五事件に対する責任などで口論となるなど険悪であった。米内の現役復帰は成ったが、予定されていた末次の軍令部総長への復帰話は天皇の反対などのためにそれっきりとなってしまった。「軍令部なら召集官でもなれるのだから、末次を召集の形で連れてきてはどうか」と米内に勧める者もいたが、米内は応じなかった。これに関して岡田は「（米内は）末次のような性格の男がいては、自分の考えている戦局の収拾がうまくいかんと思ったのではないかね」とし、『昭和天皇独白録』には「私は末次の総長に反対した。米内が後で末次のことを調べたら、海軍部内の八割は末次をよく知つてゐないと云ふことが判つた相だ」とある。ただし、復帰直後の米内は末次総長が実現しない場合には辞任する旨を語っており、末次の総長人事には熱意を持っていた。結局軍令部総長には及川古志郎が就くこととなった。
12月3日、神雷部隊を視察し、飛行場で閲兵式を行う。
1945年（昭和20年）、鈴木貫太郎内閣にも海相として留任。米内本人は「連立内閣」の小磯だけが辞職し自分が留任するというのは道義上問題があると考えていた。だが今度は次官であった井上成美が米内の知らないところで「米内海相の留任は絶対に譲れない」という「海軍の総意（実は井上の独断）」を、大命の下った鈴木に申し入れていたのだった。
5月11日、ドイツ降伏直後に宮中で開かれた最高戦争指導会議における対ソ交渉について、「ソ連からの援助を引き出すべきだ」と主張したが、「ソ連を軍事的経済的に利用できる段階では、もはやない」と外務大臣・東郷茂徳に却下されている。しかし鈴木内閣は結論としてソ連に対する和平仲介を依頼する方針を決定し、交渉を開始した。
5月25日の空襲で海軍省と大臣官邸が焼失してしまい、麻生孝雄海軍大臣秘書官が堤康次郎所有の建物を官邸として借り受けようと交渉に向かったところ、堤は最初は不機嫌だったが米内の名前が出てきた途端に顔色が変わり、「よろしゅうございます。お貸ししましょう。私は米内さんが好きなので」と建物の提供を無条件で承知してくれた。「米内さんの人徳で借りれたようなものだ」と麻生は後に述べている。この空襲では明治宮殿も焼失し、翌日参内した際の天皇の態度から、米内は和平に向けた意志を読み取った。
5月末の会議で一勝の後に終戦とすることを主張した陸軍大臣・阿南惟幾に対し、米内は早期講和を主張した。
6月9日の鈴木による議会での発言（天罰発言事件）を継戦派の議員が2日後に問題視したことで国会は混乱に陥り、倒閣運動まで発生してしまった。これにより、米内は議会の内閣に対する姿勢を問題視して辞意を表明したところ、阿南から辞意を思いとどまるように手紙による説得を受け、これを受け入れた。
ソ連との交渉については、すでに内密に対日参戦を決意していたソ連からは回答を引き伸ばされるだけであった。やがて7月末に至り、連合国が日本に対し降伏を勧告するポツダム宣言が発表される。東郷は受諾の可能性を主張するが、阿南をはじめとする統帥部は宣言拒否を激しく主張、結果として閣議では「ポツダム宣言に関しては強い見解をださず様子をみる」旨発表すると決定した。ところが統帥部は閣議の決定を無視して鈴木に宣言に対して強い態度を取るべきと主張、鈴木はこの突き上げに屈して、宣言の黙殺を記者会見で声明した。この黙殺声明により、原子爆弾投下とソ連の対日参戦という新たな事態が発生した。米内は連合国のポツダム宣言発表から鈴木の黙殺声明にいたるまで、ポツダム宣言に対して曖昧な態度をとっている。米内のこの曖昧さが、阿南などポツダム宣言拒否派に押し切られ、黙殺声明への大きな原因になったとする批判もある。
原爆投下・ソ連参戦以降、米内はポツダム宣言受諾による戦争終結を東郷外相とともに強力に主張する。受諾に反対し本土決戦を主張する阿南と閣議・最高戦争指導会議で激論を展開した。「戦局は依然として互角である」と言う阿南に対し「陸相は互角というが、ブーゲンビル、サイパン、レイテ、硫黄島、沖縄、みんな明らかに我が方は負けている。個々の戦いで武勇談はあるやもしれないが、それは勝敗とは別の問題である」と米内は言い返した。さらに「戦闘には負けているかもしれないが、戦争そのものに負けたとはいえない。陸軍と海軍では感覚が違う」と再反論する阿南に対し米内は「あなたがなんと言おうと日本は戦争に負けている」と言い、両者の話に決着はつかなかった。
8月9日の御前会議で、東郷茂徳、米内光政、平沼騏一郎は、「天皇の地位の保障のみ」を条件とするポツダム宣言受諾を主張。それに対し阿南惟幾、梅津美治郎、豊田副武は「受諾には多数の条件をつけるべきで、条件が拒否されたら本土決戦をするべきだ」と受諾反対を主張した。天皇は東郷、米内、平沼の見解に同意し、終戦が原則的に決定された。しかし連合国側から条件を付す件について回答文があり、ふたたび受諾賛成と反対の議論が再燃する。
8月12日、軍令部総長・豊田副武大将と陸軍参謀総長・梅津美治郎大将が昭和天皇に対してポツダム宣言受諾を反対する帷幄上奏を行う。同日、米内は、抗戦を主張する豊田と軍令部次長・大西瀧治郎の二人を呼び出した。米内は大西に対して「軍令部の行動はなっておらない。意見があるなら、大臣に直接申出て来たらよいではないか。最高戦争指導会議（9日）に、招かれもせぬのに不謹慎な態度で入って来るなんていうことは、実にみっともない。そんなことは止めろ」と言いつけ、大西は涙を流して詫びた。次に豊田に対して「それから又大臣には何の相談もなく、あんな重大な問題を、陸軍と一緒になって上奏するとは何事か。僕は軍令部のやることに兎や角干渉するのではない。しかし今度のことは、明かに一応は、海軍大臣と意見を交えた上でなければ、軍令部と雖も勝手に行動すべからざることである。昨日海軍部内一般に出した訓示は、このようなことを戒めたものである。それにも拘らず斯る振舞に出たことは不都合千万である」と非難し、豊田は済まないという様子で一言も答えなかった。豊田が軍令部総長に就任する際に、昭和天皇は「司令長官失格の者を総長にするのは良くない」と反対する旨を米内に告げているが、米内は「若い者に支持がある。彼の力によって若い者を抑えて終戦に持っていきたい」と返答した。しかし豊田は押し切られた形になり、米内も親しい知人に「豊田に裏切られた気分だ。見損なった」と述べ、昭和天皇は「米内の失敗だ。米内のために惜しまれる」と述懐している。
8月14日、天皇は最高戦争指導会議および閣僚の面前で、再度受諾を決定、これにより終戦が最終的に決した。
鈴木内閣の陸軍大臣だった阿南惟幾は終戦の日当日に「米内を斬れ」と言い残して自決したが、米内本人は軍人として法廷で裁かれる道を選んだ。戦犯として拘束されることを予期し、巣鴨プリズンへ収監される場合に備えていたものの、結局米内は容疑者には指定されなかった。
米軍側は米内の以前の言動を詳細に調査しており、GHQの某軍人が元秘書官の麻生孝雄のもとを訪ねた際、いきなり米内のことを切り出し「米内提督については生い立ちからすべて調査してある。命を張って日独伊三国同盟と対米戦争に反対した事実、終戦時の動静などすべてお見通しだ。米内提督が戦犯に指名されることは絶対にない。我々は米内提督をリスペクトしている」と断言し、麻生に米内の伝記を書くことさえ勧めている。また保科善四郎や吉田英三、豊田隈雄などが「米内さんだけは戦犯にしてはいけない」と奔走したという話もある。戦後処理の段階に入っても米内の存在は高く評価され、東久邇宮内閣・幣原内閣でも海相に留任して帝国海軍の幕引き役を務めた。幣原内閣の組閣時には健康不安から辞意を固めていたにもかかわらずGHQの意向で留任している。
米内は「言葉は不適当と思うが原爆やソ連の参戦は天佑だった」続けて「国内情勢で戦いをやめるということを出さなくて済む。私がかねてから時局収拾を主張する理由は敵の攻撃が恐ろしいのでもないし、原子爆弾やソ連の参戦でもない。一に国内情勢の憂慮すべき事態（食糧事情などによる国内秩序の崩壊から日本が内部から崩壊すること）が主である。（中略）軍令部あたりも国内がわかっておらなくて困るよ」と近衛文麿や細川護貞などに語った。
海軍省最後の日となった11月30日に、海軍大臣として挨拶をした際にも、朝日新聞の海軍担当記者が作った原稿を読んだ後「では皆さん、さようなら」とだけ喋って終わった。幣原内閣において海軍省は廃止され第二復員省となったことから、米内が日本で最後の海軍大臣となった。
海軍省廃止の翌日の12月1日に宮中に召された米内は、お別れの言上をした際、昭和天皇から「米内には随分と苦労を掛けたね。それがこんな結末になってしまって…。これからは会う機会も少なくなるだろう。米内はだいぶ体が弱っているようだから、健康にくれぐれも注意するように。これは私が今さっきまで使っていた品だが、今日の記念に持ち帰ってもらいたい」として、筆も墨も濡れた状態の硯箱に、二羽の丹頂鶴に菊の小枝をあしらった金蒔絵が描かれた蓋を天皇自ら閉じたうえで、直接手渡された。硯箱を持って廊下へ退出するなり、米内は声を殺して泣き出したという。またこのとき、香淳皇后も別室で米内を涙ながらに厚く労っている。現在その硯は、郷里の盛岡市先人記念館に展示されているが、他の展示品が寄贈なのに対して、硯のみ米内家の所有物として展示されている。
海軍解体前、米内はその当時軍務局長だった保科に、「戦犯に指名されるかもしれないし、私の健康もすぐれないから」と前置きした上で、「連合国も永久に日本に軍備を撤廃させることはない。日露戦争の前のトン数を基準に海軍再建を模索すべし」「海軍には優秀な人材が数多く集まり、その伝統を引き継いできた。先輩たちがどうやってその伝統を築き上げてきたか、後世に伝えるべし」「海軍が持っていた技術を日本復興に役立てること」を委託している。保科はY委員会を通して現在の海上自衛隊創設に間接的に影響を与えており、後に衆議院議員となった保科自身も米内の遺志を一つでも達成すべく政界入りを目指したと述べている。

### 東京裁判
戦後の極東国際軍事裁判では証人として1946年（昭和21年）3月と5月の2度に亘って出廷し、「当初から、この戦争は成算のなきものと感じて、反対であった」「陛下は、開戦に個人的には強く反対されていたが、開戦が内閣の一致した結論であったため、やむなく開戦決定を承認された」と、昭和天皇の立場を擁護する発言に終始した。
その上で、満洲事変・支那事変・日英米蘭開戦を推進した責任者として、土肥原賢二・板垣征四郎・武藤章、文官では松岡洋右の名前も挙げて、陸軍の戦争責任を追及している。しかし、東條英機の責任については言明することがなかった。
一方で、陸軍大臣単独辞任で米内内閣を瓦解させたことでA級戦犯として裁かれることになった畑俊六に対しては、弁護側証人として出廷したときには、畑は他から圧力をかけられたのだと思うとして庇った。これは既に亡くなっていたが事件当時に陸軍参謀総長であった閑院宮載仁ひいては皇族の戦争責任を示唆しかねない問題であった。しかし、米内は畑を信じていたのか、畑の部下の名も挙げて陸軍全体の総意だったのではないかと、当時の新聞記事等を証拠品に追及する検事に対し、徹底的にしらを切り続けた。この間、検事の訊いていることに答えるようにとの裁判長の指示を無視して、たびたび自身のしたい否定発言ばかりを行い、裁判長ウィリアム・ウェブから「The prime minister is the most stupid witness I have ever listened to.（この首相は私がこれまで話を聞いた中で一番鈍感な証人だ）」と法廷で謗られている。一方で、首席検事ジョセフ・キーナンはむしろ「あれは畑を庇っていたのだ。国際法廷の席上であのような態度をとれる人間はいない」と敬意を表したという。もっとも、米内の証言に対し、裁判長のウェッブは「本来なら信頼性のない証人として退場させるところだ」とも語っていて、キーナンにとっては新聞報道のほうがよほど信頼性があると受けとめられて好都合だった可能性もある。キーナンは翌月若槻禮次郎、岡田啓介、宇垣一成らとともに米内を招いてカクテルパーティーを開き、4人を「真の平和愛好者」と呼んだ。
マッカーサーは日本の占領統治で天皇を利用するため、昭和天皇の戦争責任を問わない方針を定めていたが、連合国の中には「天皇の戦争責任を問うべきだ」とする国もあった。そのためマッカーサーの秘書官フェラーズ准将は、米内をGHQ司令部に呼び「天皇が何ら罪のないことを日本側が立証してくれることが最も好都合だ。そのためには近々開始される裁判が最善の機会だと思う。この裁判で東条に全責任を負わせるようにすることだ」と語ったと言う。

### 晩年

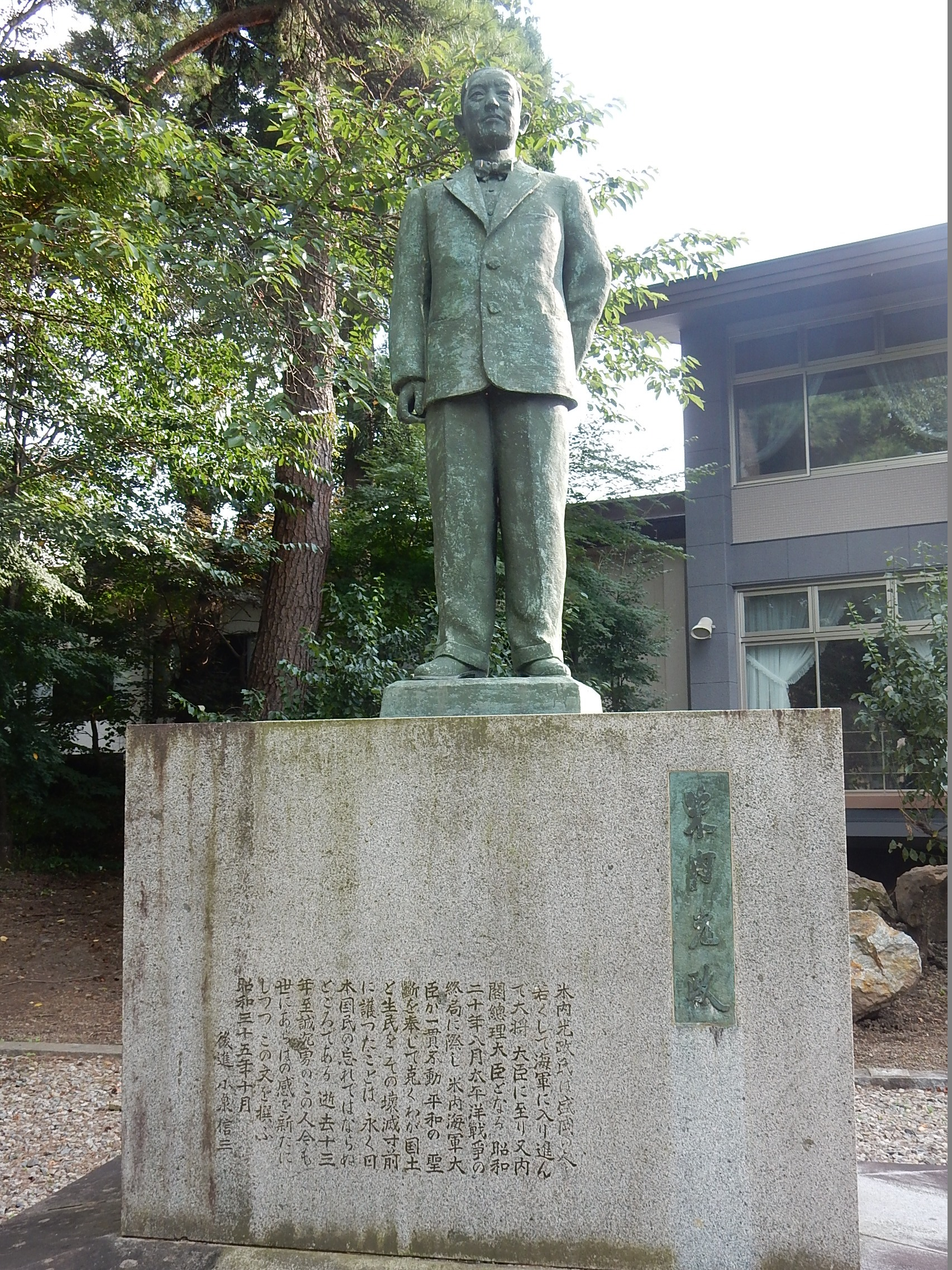
盛岡八幡宮境内にある米内光政像。像の原型は盛岡市出身の堀江赳、碑文は小泉信三による。

1946年（昭和21年）、公職追放となる（死去後の1952年追放解除）。元大臣秘書官の麻生孝雄に誘われて、小島秀雄元海軍少将や大臣時代の副官らと共に北海道釧路町の達古武湖付近で北海道牧場株式会社（通称：霞ヶ関牧場）の牧場経営に参加する。
1948年（昭和23年）、肺炎により死去。68歳と1ヵ月だった。軽い脳溢血に肺炎を併発したのが直接の死因だが、長年の高血圧症に慢性腎臓病の既往症があり、さらに帯状疱疹にも苦しめられるなど、実際は体中にガタがきていた。実際、戦後になって少し体調は落ち着きを見せていたものの、帯状疱疹が寿命を縮めた。

### 死後
昭和天皇が日本学士院を招いて催された昼食会で、天皇は小泉信三に、「雑誌に米内のことを書いたね」と語りかけた。小泉が『心』昭和24年1月号に寄稿した米内の想い出を読んでのことである。「拙文がお目に触れてしまいましたか」と小泉が恐縮すると、「あれを読んで米内が懐かしくなった」と天皇は言う。それで陪食にあずかる他の参加者もそれぞれ米内の思い出話を紹介しはじめたが、やがて天皇は感慨深げに「惜しい人であった」と言ったきり口を閉ざしてしまい、このためその場は静まり返ったという。
米内の死後12年を経た1960年（昭和35年）、盛岡八幡宮境内に背広姿の米内の銅像 が立てられ、10月12日に除幕式が行われた。その直前に、巣鴨プリズンから仮釈放された81歳の畑俊六が黙々と会場の草むしりをしていた。

## 人物

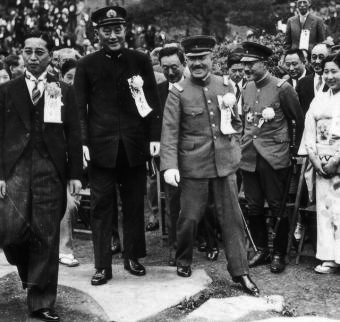
1939年（昭和14年）1月、板垣征四郎（中央右）の「陸相就任祝賀会」に参加する米内海相。板垣の右には当時陸軍次官だった東條英機も見える。

### 人柄
身長五尺七寸（約173cm）、体重80kg。趣味は長唄。ロシア文学にも親しみ、プーシキンを愛読した。「好物はおからと豆腐だった」という。
極端に口数が少なく、面倒くさがりで、説明や演説を嫌った。しかし、佐世保時代に親交があった知人や長官官邸の女中は「米内さんは口数が少ないといわれているが、そんなことはない。うちではよくしゃべっていたし、冗談もよく言っていた」と証言しており、戦後は人が変わったかのように口数が多くなった、という証言もある。
米内は坊主頭が一般的だった他の軍人とは異なり、髪を七三に分けていた。練習艦「磐手」艦長時代に横須賀鎮守府長官・野間口兼雄大将から「強いてとは言わぬが、頭髪もなるべく短く切った方がいい」と訓示され、先輩に「長官かなり機嫌が悪いぞ。クルクル坊主に剃れ」と冷やかされても切ろうとしなかった。米内は坊主頭が海外では囚人の髪型であることを知っており、海外と直接接する海軍軍人の髪型としてふさわしくない、という理念からであったという。また戦争末期に上官に髪を切るよう言われ「私が尊敬する米内大将は髪を伸ばしております。何故海軍が陸軍と同じことをしないといけないのでしょうか。それが教育と言うのならその教育は間違っております」と拒否した士官もいたという（もっとも、その士官はその上官によって考査表に「上官ノ命ニ従ワズ素行ハ極メテ不良ナリ」と「丙」をつけられたという）。米内自身は長男の剛政に、「髪の毛を伸ばすのは良いが常にきちんと整えて清潔感を大事にすべし」と述べている。
長男の剛政が人の上に立つ時に部下をどう扱うべきか尋ねたところ、「器の中で自由に泳がせておけばいい。器からはみ出しそうな者がいれば頭をポカリとやる。それ以外は手も口も出さない。しかし部下を泳がせる器は自分が作るものだよ。自分の心がけ次第で広くも狭くもなる」と諭されたと剛政は述懐している。

### 酒が米内か、米内が酒か
米内は酒が非常に強く、「酒が米内か、米内が酒か」とまで言われていた。かなりのハイペースで飲みいくら飲んでも顔色一つ変えず、淡々と飲んでいたという。
総理大臣の時に満洲国の皇帝・愛新覚羅溥儀が日本を訪れた際に米内の酒の量が話題になり、「満洲語に『海量（ハイリャン）』という言葉がある。米内の酒の量は『海量』か」と尋ねたところ、高松宮宣仁親王が「いえ、米内は『洋量（ヤンリャン）』です」と返したエピソードがある。また、銀座の芸者衆の間で「米内さんを酔っ払わせたら懸賞金を与える」という話が広まり、酒に自信がある芸者が何人も挑戦したが米内を酔わせることができず、米内の前で号泣して悔しがった者までいたという。
酔っ払うことは殆どなかったが、ほろ酔い加減になると、長唄の調子が棒読みになったともいう。また、ロシア駐在時代に、酔ってロシア水兵に演説をしたことを自ら語り、「私が演説するくらいなので、相当酔っていたのでしょう」と言ったこともある。保科善四郎は「米内さんにとって酒は食べ物だった」と回想している。
海軍料亭などで飲む際には、二升・三升は当たり前のように飲むと、料亭の女将達からも言われていた。若いころは自ら「俺は、時には二升・三升あるいはそれ以上を平気で飲む事があった。しかし、家に帰っておふくろの蒲団を敷くまでは乱れないでいる。ところが敷き終わって自分の部屋に帰ったら最後、酔いが廻って前後不覚になってしまうんだ。それまではいくら飲んでも気持ちはしゃんとしているんだけれどね」と話すことがあった。

### 逸話

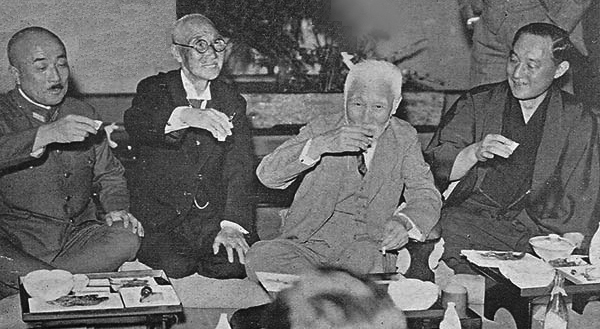
1939年6月3日に東京の料亭で開かれた謝恩会で尋常中学時代の恩師・冨田小一郎（左から二人目）を囲む板垣征四郎陸相（最左）、田中舘愛橘帝大名誉教授（右から二人目）、米内海相。

米内と陸軍大将の板垣征四郎は政治的立場も思想も異なったが、同郷（岩手県）出身の先輩後輩ということで公務の外ではなにかとウマが合い、お互いを「光っつぁん」「征っこさん」と呼んでいた。東京の料亭で開かれた盛岡尋常中学校時代の恩師・冨田小一郎への謝恩会も両大臣の呼びかけで行われたもので、他にも作家の野村胡堂、言語学者の金田一京助など、冨田の教え子たちが多く集った。
女性によくもてたようで、特に花柳界では山本五十六とともに圧倒的な人気があった。長男の剛政は父の死後、愛人だったと称する女性にあちこちで会ったり、戦争中主計士官として赴任中上官が年老いた芸者を連れてきたかと思ったら、「こいつは貴様の父上のインチ（馴染み芸者）だ」と言われたりして困ったという。佐世保鎮守府長官退任の際、佐世保駅周辺には見送りに訪れた芸者で黒山の人だかりができたといわれている。
「陸奥」艦長時代、艦は呉軍港に在泊していたのだが東京より娘の病死の連絡が入った。米内は「艦長として艦は離れがたい用事があるので帰京はあきらめる。代わりの子供は幾らでもできる。」と言ったという。
また、横須賀鎮守府長官時代に上海から米内を慕ってある芸者が横須賀までやって来て、現代で言うところのストーカーのようにつきまとった。周囲は米内の今後のこともあり、その対応に苦慮するが、米内は彼女に対しても分け隔てなく接し、参謀長だった井上成美も「これは男と女の問題ですからね」と投げ出している。これを聞いた横須賀の芸者衆は、「あの堅物の井上さんが、そんなこと言うなんて」と目を丸くしたという。因みに、その芸者は、一時期横須賀で芸者をしていたものの、知らぬ間に横須賀から消え、それ以後の消息は不明だという。
米内は、日独伊三国同盟締結時に、この報を聞いて「我々の三国同盟反対は、あたかもナイアガラの流れに逆らって、船を漕いでるようなもので、今から見ると無駄な努力であった」と嘆息し、緒方竹虎からの「米内・山本の海軍が続いていたなら徹頭徹尾反対したか」の質問に対し「無論反対したが殺されていたでしょうね」と述懐している。
晩年まで、父親が残した借金を返済していたということがあり、海外駐在が多かったのも、それが原因で生活が苦しいのを見かねた同期が「海外に出れば手当が支給され、それだけで現地の生活が出来る」という計らいによるものであった。功四級金鵄勲章の年金も、借金のカタに取られてしまっている。また、佐世保鎮守府長官時代にも、海軍の福利団体に三千円の借款を申し込んでいる。中将で借金を申し込んだのは前代未聞で、申し込みを受けた理事（大臣副官が兼務）も、どう処理していいのか戸惑ったという。米内が借金を完済したのは、海軍大臣になってからであり、佐世保鎮守府長官時代に宛てた親友の荒城二郎向けの手紙にも、「（米内が現職留任かもという人事異動の噂が立ち）陸上勤務は金がかかるが、かといって辞職するわけにもいかない。金がないからまた借金でもするか、ハハハ」と書いている。
武見太郎（後の日本医師会会長）が「開戦前、海軍上層部の見通しはどうだったんですか。まさか勝てると思ってたわけじゃないんでしょう」と聞くと、「軍人というものは、一旦命令が下れば戦うのです」と答え、「陸軍の支配下に伸びて行った日本の、偏狭な国粋主義思想は、世界に通用するものではなかったけれども、日本には古来から、日本独自の伝統思想風習がある。その上に、アメリカ流の民主主義を無理に乗っけようとすると、結局反動が来るのではないか。それを心配している。民族のものの考え方は、戦争に負けたからといって、そう一朝一夕に代わるものではない」と、GHQによる占領政策を、批判する発言をしたという。それに対し「科学技術を振興して行けば、日本は立ち直って新しい国に生まれ変わることが、出来ると思いますがね」と武見が反論すると、「国民思想は科学技術より大事だよ」と大声をだしたという。米内の予想では「日本が本当に復興するまで、二百年かかる」と述べたという。
戦後高血圧で悩まされた際、幣原内閣の外務大臣だった吉田茂から、当時銀座で開業していた武見太郎を紹介された。武見は米内とは殆ど面識がなかったが、義理の祖父である牧野伸顕より「あの人のものの見方は偏った所が全くない。軍人であれだけ醒めた見方をする人は珍しい」と常日ごろから聞かされていた。そして吉田から「命を削ってお国に尽くし日本を救った方だ。あの方は金がないから、どんなことがあっても絶対に診察料は取るな」と指示されていたという。米内は武見の診察を受け、「いい医者だよ。薬をくれずに僕に酒を飲んでもいいと言ったからね」と、すこぶる上機嫌だったという。米内の高血圧は、既に対処不能な段階になっていたため、酒が解禁されたといわれているが、米内の晩年は比較的穏やかで、最終的には肺炎で最期を迎えている。

## 評価
山本五十六は海軍次官として米内の部下だったころに「うちの大臣は頭はそれほどでもない。しかし肝っ玉が備わっているから安心だ」というコメントをしている。また、大井篤は米内の功績を評価しつつも『孫子』の「将は智・信・仁・勇・厳なり」という言葉を挙げ、「信・仁・勇・厳は文句なしだが智に関しては問題がなかったとは言えない」としている。大井は終戦間際の井上成美の大将昇進、軍令部次長に大西瀧治郎を就任させた例を挙げているが、それを井上に言ったところ、「大西を推薦したのはボクだからね」と答えた。これを大井は「（井上さんは）意図的に米内さんを庇っている」と批判した。
井上大将は戦後、「海軍大将にも一等大将、二等大将、三等大将とある」と述べており、文句なしの一等大将と認めたのは山本権兵衛・加藤友三郎・米内の三人だけであった。井上成美は、「海軍の中で誰が一番でしたか？」の質問に「海軍を預かる人としては米内さんが抜群に一番でした」と語っている。また「包容力の極めて大きい人だ。米内さんに仕えた者は、誰でも自分が一番信頼されているように思いこむ。これが、まさに将たるものの人徳というべきであろう。山本さん（山本五十六）はよほど米内さんを信頼していたようで、『誰でも長所、短所はあるよ。しかし、あれだけ欠点がない人はいない』と言っていた」と述懐している。米内と親交のあった小泉信三は「国に大事が無ければ、人目に立たないで終わった人」と米内を評している。大西新蔵は「米内さんは、海軍という入れ物をはみ出していた大物だった」という。保科善四郎は「私心がない人だ。欲というものが全くない。国の立場に立った欲があるだけだ」と米内を評す。高木惣吉は、「世にいう秀才タイプでなかったことは事実」「雄弁も、迫力も、政治的烱眼もたしかに持ち合せていなかった」「だがその代り、いつも自分の精魂を傾けて信ずる結論だけを最後までくりかえした」と評する。
前田稔は、「米内さんは老荘の風があって、これはいけないと思ったら反論する人には誰であろうと容赦せず、また自分の意見には絶対に妥協しない、あくまで流れに逆らうカミソリみたいな切れ味の井上さん（井上成美）を参謀長として、また次官として上手に包み込んで使っておられた。一回り大きな軍政家でした」と同じような述懐をしている。
中国文学者の守屋洋は『老子』を解説した著書の中で大山巌と米内の名前を挙げ、「暗愚に見えて実は智を内に秘めている。しかし智を表面に見せずあくまで暗愚に装う」「熟慮や智謀を超越し、その果てに達した無為自然の境地を持った人物」と東洋的リーダーの典型として評価をしている。
戦争への危機感が高まる中、海軍左派を自認しながら海軍部内への意思浸透を怠ったこと、同じ海軍左派である山本五十六を右翼勢力や過激な青年将校から護るためとして連合艦隊司令長官に転出させたこと、早期和平を主張して陸軍と対立することの多かった海軍次官・井上成美を1945年（昭和20年）5月に大将に昇進させて次官を辞任させ、後任次官に多田武雄、軍務局長に周囲から本土決戦派と見なされていた保科善四郎を置き、軍令部次長に徹底抗戦派の大西瀧治郎を就任させた人事などに対する批判や非難、また軍政家・政治家としての力量に疑問を投げかける意見もあった。
1938年（昭和13年）1月15日の大本営政府連絡会議で陸軍参謀次長・多田駿の中国側との交渉継続論を倒閣運動であるかのごとく非難し、多田を沈黙させた。この一件は以後統帥部が和平を口にすることをためらわせる原因のひとつになったと批判されている。
敗戦間もない1945年11月28日の第89回帝国議会衆議院本会議にて、反軍演説などで知られる斎藤隆夫による軍国主義に対する軍の責任を問う質問への答弁において、最後の陸軍大臣下村定大将は、陸軍を代表して自らそのような軍国主義に陥って暴走した陸軍の非を認め、その原因の分析と共にこれを総括し、国民に対して謝罪を行っている。しかし、下村と同じく最後の海軍大臣としてこの国会に立った米内は、（斎藤の質問には）海軍大臣を対象とした答弁が求められておらず、議事録にもないことを理由に答弁に立つことを拒否、米内は下村陸相とは対照的に、場内の議員達の憤激を買うという一幕があった。
下村率いる陸軍が組織としての敗戦責任の非を公的な場で認めた一方で、米内率いる海軍はその後の組織解体に至るまで、敗戦責任について組織として公的な分析と総括、自省を行うことはついになかった。その後、多くの文化人により米内を始めとする海軍左派を「良識派」として大書した傾向も相まって、いわゆる陸軍悪玉論・海軍善玉論が昭和史の上で定着する遠因ともなったと、自らの著作すらもそうした傾向のあった半藤一利をして言わしめることとなった。陸軍悪玉論・海軍善玉論自体は半藤を始めとする海軍派の作家や、戦史研究者の中ですらも既に一方的に偏った不正確な主張であるとみなされているが、海上自衛隊が公的に「海軍の後裔」たることを公言することが日本社会が受容している一方で、陸上自衛隊は同様の主張は控えめに行う傾向にあるなど、2020年代現在に至るまで日本国民の印象の中に極めて強い影響を残し続けている。
アメリカのタイム誌は、海軍大臣のとき と総理のとき の二度にわたって米内の特集記事を組んでおり、いずれも表紙を飾るカバーパーソンとして扱っている。

## 年譜

### 略歴[163]
- 1880年（明治13年）3月2日 - 岩手県三ツ割村（現：盛岡市）に生まれる[164]。
- 1886年（明治19年）- 鍛冶町尋常小学校に入学。
- 1891年（明治24年）- 盛岡高等小学校（現：盛岡市立下橋中学校）に入学。
- 1894年（明治27年）- 岩手尋常中学校（現：岩手県立盛岡第一高等学校）に入学。
- 1898年（明治31年）- 海軍兵学校に入校。
- 1901年（明治34年）- 海軍兵学校卒業（第29期）。海軍少尉候補生。練習艦「金剛」乗組。
- 1903年（明治36年）
  - 1月：海軍少尉に任官。
  - 9月：第16水雷艇隊付。
- 1904年（明治37年）- 日露戦争（明治37年2月 - 明治38年9月）に従軍[164]。
  - 7月 - 海軍中尉に進級。
  - 10月 - 待命（病休）。
- 1905年（明治38年）
  - 8月 - 装甲巡洋艦「磐手」分隊長心得。
  - 12月 - 砲術練習所。
- 1906年（明治39年）- 功五級金鵄勲章。大隈コマと結婚。
  - 6月 - 防護巡洋艦「新高」分隊長心得。
  - 9月 - 海軍大尉に進級・「新高」分隊長。
- 1907年（明治40年）- 「新高」砲術長。
- 1908年（明治41年）- 海軍砲術学校教官。
- 1909年（明治42年）- 戦艦「敷島」分隊長。
- 1910年（明治43年）- 戦艦「薩摩」砲術長。
- 1911年（明治44年）
  - 1月 - 防護巡洋艦「利根」砲術長。
  - 12月 - 海軍砲術学校教官。
- 1912年（大正元年）12月 - 海軍少佐に進級・海軍大学校甲種学生。
- 1914年（大正3年）- 海大甲種学生卒業（第12期）、旅順要港部参謀。
- 1915年（大正4年）- ロシア駐在（大正4年2月 – 大正6年4月）。
- 1916年（大正5年）- 海軍中佐に進級。
- 1917年（大正6年）- 佐世保鎮守府参謀。
- 1918年（大正7年）
  - 4月 - 海軍軍令部出仕（ロシア出張）。
  - 8月 - 浦塩派遣軍司令部付。
- 1919年（大正8年）
  - 9月 - 海防艦「富士」副長。
  - 12月 - 海軍軍令部参謀。
- 1920年（大正9年）
  - 6月 - 海軍軍令部出仕・欧州出張（ポーランド・ベルリンに駐在（大正11年12月まで））。
  - 12月 - 海軍大佐に進級。
- 1922年（大正11年）- 装甲巡洋艦「春日」艦長。
- 1923年（大正12年）- 装甲巡洋艦「磐手」艦長。
- 1924年（大正13年）
  - 7月 - 戦艦「扶桑」艦長。
  - 11月 - 戦艦「陸奥」艦長。
- 1925年（大正14年）- 海軍少将に進級・第二艦隊参謀長。
- 1926年（大正15年）- 軍令部第三班長。
- 1928年（昭和3年）- 第一遣外艦隊司令官。
- 1930年（昭和5年）- 海軍中将に進級・鎮海要港部司令官。
- 1932年（昭和7年）- 第三艦隊司令長官に親補される。
- 1933年（昭和8年）
  - 9月 - 軍令部出仕。
  - 11月 - 佐世保鎮守府司令長官に親補される。
- 1934年（昭和9年）- 第二艦隊司令長官に親補される。
- 1935年（昭和10年）- 横須賀鎮守府司令長官に親補される。
- 1936年（昭和11年）- 連合艦隊司令長官 兼 第一艦隊司令長官に親補される。
- 1937年（昭和12年） 
  - 2月 - 林内閣で海軍大臣を拝命（つづく第1次近衛内閣と平沼内閣でも留任）。
  - 4月 - 海軍大将に親任される。
- 1939年（昭和14年）- 軍事参議官に親補される。
- 1940年（昭和15年）
  - 1月 - 予備役に編入され内閣総理大臣となる。
  - 7月 - 前官礼遇。
- 1943年（昭和18年）- 戦死した連合艦隊司令長官山本五十六の国葬委員長を務める。
- 1944年（昭和19年）- 現役に復帰して小磯内閣の海軍大臣となる（つづく鈴木内閣、東久邇宮内閣、幣原内閣でも留任）。
- 1948年（昭和23年）4月20日 - 肺炎により死去。墓所は盛岡市円光寺。

## 栄典
位階
- 1903年（明治36年）4月10日 - 正八位[165][166]
- 1904年（明治37年）8月30日 - 従七位[165][167]
- 1906年（明治39年）11月30日 - 正七位[165][168]
- 1911年（明治44年）12月20日 - 従六位[165][169]
- 1916年（大正5年）12月28日 - 正六位[165][170]
- 1921年（大正10年）1月20日 - 従五位[165][171]
- 1926年（大正15年）1月15日 - 正五位[165][172]
- 1930年（昭和5年）12月27日 - 従四位[165][173]
- 1933年（昭和8年）2月1日 - 正四位[165][174]
- 1936年（昭和11年）2月15日 - 従三位[165][175]
- 1938年（昭和13年）3月1日 - 正三位[165][176]
- 1940年（昭和15年）8月1日 - 従二位[165][177]

勲章など
| 受章年                    | 略綬 | 勲章名                   | 備考 |
| ------------------------- | ---- | ------------------------ | ---- |
| 1906年（明治39年）4月1日  |      | 勲五等双光旭日章         |      |
| 1906年（明治39年）4月1日  |      | 功五級金鵄勲章           |      |
| 1906年（明治39年）4月1日  |      | 明治三十七八年従軍記章   |      |
| 1912年（明治45年）5月24日 |      | 勲四等瑞宝章             |      |
| 1915年（大正4年）11月7日  |      | 旭日小綬章               |      |
| 1915年（大正4年）11月7日  |      | 大正三四年従軍記章       |      |
| 1918年（大正7年）5月25日  |      | 勲三等瑞宝章             |      |
| 1920年（大正9年）11月1日  |      | 旭日中綬章               |      |
| 1920年（大正9年）11月1日  |      | 功四級金鵄勲章           |      |
| 1927年（昭和2年）4月16日  |      | 勲二等瑞宝章             |      |
| 1933年（昭和8年）1月19日  |      | 勲一等瑞宝章             |      |
| 1934年（昭和9年）4月29日  |      | 旭日大綬章               |      |
| 1940年（昭和15年）8月15日 |      | 紀元二千六百年祝典記念章 |      |
| 1942年（昭和17年）4月4日  |      | 功一級金鵄勲章           |      |

外国勲章佩用允許
| 受章年                     | 国籍         | 略綬 | 勲章名                                 | 備考 |
| -------------------------- | ------------ | ---- | -------------------------------------- | ---- |
| 1907年（明治40年）6月13日  | 大韓帝国     |      | 勲四等八卦章                           |      |
| 1916年（大正5年）6月19日   | ロシア帝国   |      | 神聖アンナ第三等勲章                   |      |
| 1938年（昭和13年）11月4日  | イタリア王国 |      | 聖マウリッツィオ・ラザロ大十字騎士勲章 |      |
| 1939年（昭和14年）11月21日 | タイ王国     |      | 白象勲一等大十字騎士章                 |      |
| 1940年（昭和15年）2月27日  | ドイツ国     |      | ドイツ鷲勲章大十字章                   |      |
| 1942年（昭和17年）2月9日   | 満州帝国     |      | 勲一位景雲章                           |      |
| 1942年（昭和17年）2月9日   | 満州帝国     |      | 建国神廟創建記念章                     |      |

## 系譜
米内家は摂津国大坂から盛岡に移住し、南部信直に仕えた宮崎庄兵衛勝良を祖とし、三代目傳左衛門秀政の時に祖母で勝良の妻方の姓「米内」を名乗るようになった。この「米内」は祖母の出身地が出雲国米内郷から来るもので、本来の陸奥国の米内氏の一族ではない。しかし、陸奥在住の縁で次第に陸奥米内氏の一族であるかのように自覚し、また周囲からもそのように評価されて幕末に至った。
陸奥米内氏は一方井氏の分家筋にあたり、一方井氏は俘囚長安倍頼良・貞任父子の末裔であることから、米内光政も自身を安倍貞任の末裔だと称していた。
三女和子が元竹中工務店会長の竹中錬一に嫁いでいる。
曾孫は元岩手県議会議員（自由民主党）の米内紘正。
```

　　┏竹中藤右衛門━━┳寿美
　　┃　　　　　　　　┃
　　┃　　　　　　　　┣竹中宏平
　　┃　　　　　　　　┃　　┣━━竹中祐二
　　┗竹中藤五郎　　　┃　りゅう子　　┃
　　　　　　　　　　　┃　　　　　　　┃
　　　　　　　　　　　┃竹下登━━━━公子
　　　　　　　　　　　┃（首相）
　　　　　　　　　　　┃
　　　　　　　　　　　┃（15代）
　　　　　　　　　　　┗竹中錬一
　　　　　　　　　　　　　┣━━━竹中統一
　　　　米内光政━━━┳和子
　　　　　（首相）　　┃
　　　　　　　　　　　┗米内剛政

```

参考: 佐藤朝泰「竹中家を中心とする閨閥地図」『豪閥 地方豪族のネットワーク』立風書房、2001年、214-215頁。ISBN 978-4-651-70079-3。

## 関連作品
映画
- 『黎明八月十五日』（1952年、演：森野五郎）※劇中の役名は海軍大臣
- 『太平洋の鷲』（1953年、東宝、演：柳永二郎）
- 『日本敗れず』（1954年、新東宝、演：柳永二郎）※劇中の役名は米田海軍大臣
- 『軍神山本元帥と連合艦隊』（1956年、新東宝、演：阿部九州男）
- 『大東亜戦争と国際裁判』（1959年、新東宝、演：坂東好太郎）
- 『皇室と戦争とわが民族』（1960年、新東宝、演：近衛敏明）
- 『八月十五日の動乱』（1962年、演：神田隆）
- 『日本のいちばん長い日』（1967年、東宝、演：山村聡）
- 『激動の昭和史 軍閥』（1970年、東宝、演：山村聡）
- 『連合艦隊司令長官 山本五十六』（1968年、東宝、演：八代目松本幸四郎）
- 『あゝ決戦航空隊』（1974年、東映、演：池部良）
- 『太陽』（2005年、ロシア映画、演：西沢利明）
- 『聯合艦隊司令長官 山本五十六』（2011年、東映、演：柄本明）
- 『日本のいちばん長い日』（2015年、松竹、演：中村育二）

テレビドラマ
- 『激浪』（1961年、TBS、演：早川雪洲）
- 『NHK特集 日本の戦後』第1集 日本分割 知られざる占領計画（1977年、NHK、演：増田順司）
- 『大いなる朝』（1979年、テレビ朝日、演：児玉清）
- 『歴史の涙』（1980年、TBS、演：神田隆）
- 『海にかける虹〜山本五十六と日本海軍』（1983年、テレビ東京新春ワイド時代劇、演：渡辺文雄）
- 『山河燃ゆ』（1984年、NHK大河ドラマ、演：村上幹夫）
- 『そして戦争が終った』（1985年、TBS、演：渥美国泰）
- 『日本の夏』（1987年、テレビ西日本、演：平幹二朗）
- 『海の夕映え 最後の海軍大将井上成美』（1992年、日本テレビ、演：村井国夫）
- 『ザ・ラストUボート』（1993年、NHK、演：児玉清）
- 『命なりけり 悲劇の外相・東郷茂徳』（1994年、TBS、演：滝田裕介）
- 『ヒロシマ 原爆投下までの4か月』（1996年、NHK、演：神山繁）
- 『聖断』（2005年、テレビ東京、演：原田大二郎）
- 『大いなる楯 米内光政』（2020年、IBC岩手放送、演：村上弘明）

テレビアニメ
- 『ジパング』（2004年、TBSテレビアニメ、演：佐々木敏[注 13]）